# NGC 766
NGC 766 (другие обозначения — UGC 1458, MCG 1-6-19, ZWG 413.19, PGC 7468) — эллиптическая галактика (E) в созвездии Рыбы. Открыта Джоном Гершелем в 1828 году. Описание Дрейера: «очень тусклый, маленький объект круглой формы, в двух минутах дуги на позиционном угле 75° видна звезда 11-й величины».
Этот объект входит в число перечисленных в оригинальной редакции «Нового общего каталога».